# Ctenosaura flavidorsalis
Ctenosaura flavidorsalis är en ödleart som beskrevs av Köhler och Klemmer 1994. Ctenosaura flavidorsalis ingår i släktet Ctenosaura och familjen leguaner. IUCN kategoriserar arten globalt som starkt hotad. Inga underarter finns listade i Catalogue of Life.
Arten förekommer i El Salvador, Guatemala och Honduras. Den lever i låglandet och i bergstrakter upp till 1010 meter över havet. Ctenosaura flavidorsalis vistas i klippiga områden som är täckta av mera torra skogar.